# Merton Edward Davies

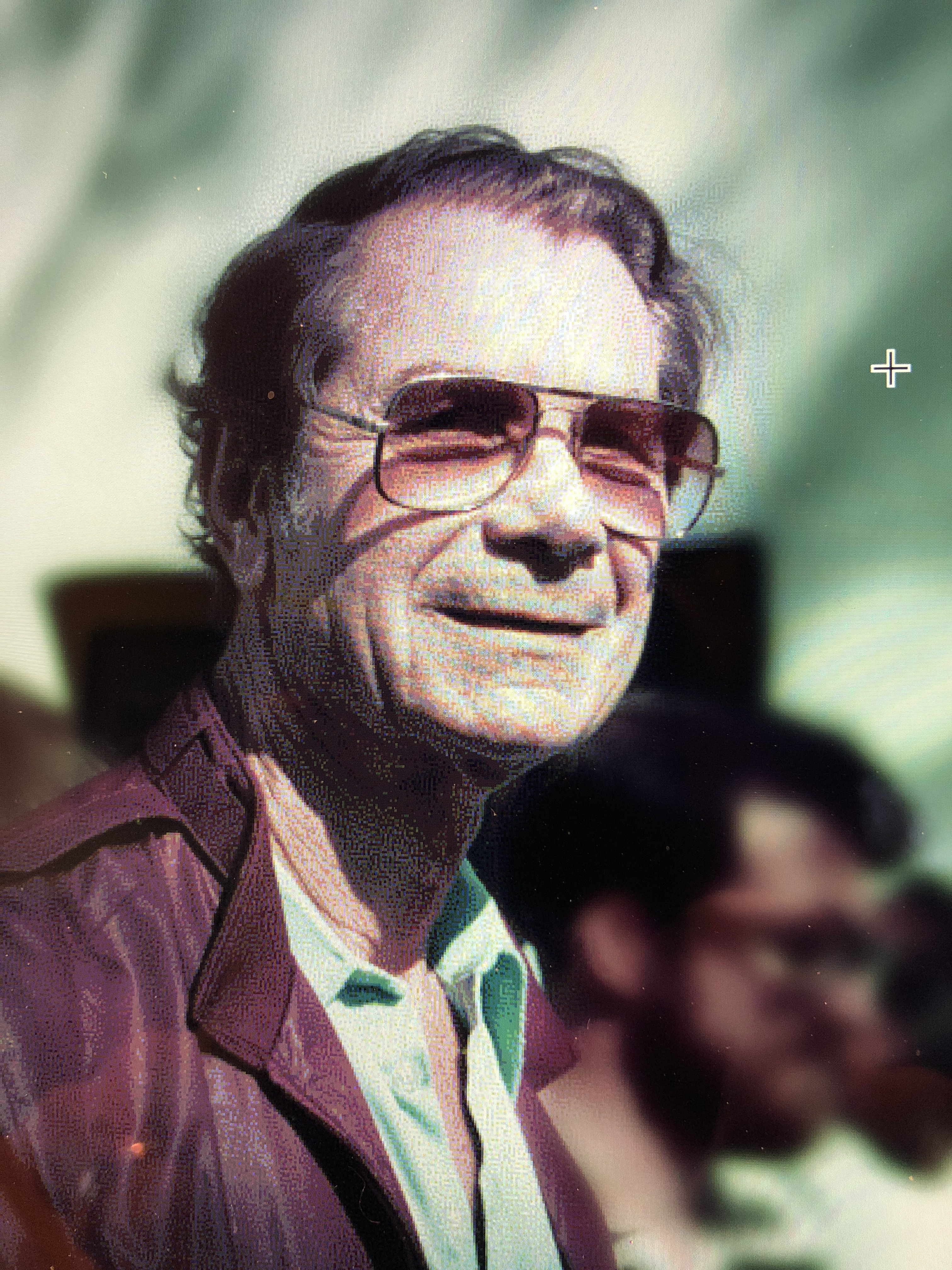
Merton Edward Davies

Merton Edward Davies (* 13. September 1917 in St. Paul, USA; † 17. April 2001 in Santa Monica, USA) war ein US-amerikanischer Astronom. Er erhielt seine Ausbildung an der Stanford University und arbeitete von 1940 bis 1948 für die Douglas Aircraft Company. 1948 wechselte  er zur Rand Corporation, als diese von Douglas abgespalten wurde, und tat sich dort als Pionier auf dem Gebiet der Spionagesatelliten hervor. Unter anderem arbeitete er am Corona-Projekt. Obwohl der überwiegende Teil seiner diesbezüglichen Arbeiten der Geheimhaltung unterliegt, wurde er am 18. August 2000 durch das National Reconnaissance Office für seine Erfindung der in den Keyhole-Satelliten verwendeten Spin-Pan (drehmomentkompensierten) Kamera und die Mitarbeit in zahlreichen Spionageausschüssen während der 1950er und frühen 1960er Jahre ausgezeichnet.
In den späten 1960er Jahren verwendete er seine Kenntnisse mit Satelliten und dem Weltraum für planetare Forschungen und beteiligte sich am Mariner-Programm, wo er die von den Mariner-Sonden zurückgeschickten Marsbilder auswertete. Dabei trug er die Verantwortung für die Erstellung eines geodätischen Referenznetzes zur Kartierung der Marsoberfläche und vieler anderer Körper des Sonnensystems.
Zum Zeitpunkt seines Todes wurde er von Torrence Johnson, dem Projektleiter des Galileoprojekts, als derjenige bezeichnet, der allein einen größeren Teil des Sonnensystems beobachtet hat als jeder andere Mensch ("single-handedly observing more of the solar system than any other human").
Der Krater Davies auf dem Mars wurde nach ihm benannt.